# Melanargia wageneri
Melanargia wageneri är en fjärilsart som beskrevs av Ahmet Ömer Koçak 1977. Melanargia wageneri ingår i släktet Melanargia och familjen praktfjärilar. Inga underarter finns listade i Catalogue of Life.